# Morten Olsen
 Der er flere personer med dette navn, se Morten Olsen (flertydig).
Morten Per Olsen (født 14. august 1949 i Vordingborg) er en forhenværende professionel dansk fodboldspiller og tidligere fodboldtræner for det danske herrefodboldlandshold.
Olsen spillede 102 A-landskampe og scorede fire mål på det danske fodboldlandshold i perioden 1970-89. Han blev kåret til Årets Fodboldspiller i Danmark i 1983 og 1986 og Årets træner i Danmark i 2001 og 2009, A-landsholdet.

## Karriere som spiller
Olsens aktive karriere tæller følgende klubber:
- Vordingborg IF (1957-1969)
- B.1901 (1970-1972)
- Cercle Brugge KV (1972-1976)
- Racing White Daring Molenbeek (1976-1980)
- RSC Anderlecht (1980-1986. Mester: 1980/81, 1984/85, 1985/1986. Supercupvinder: 1985
- 1. FC Köln (1986-1989.)1986: Finalist i UEFA cuppen, 1989: Sølvvinder i Bundesligaen

I sin aktive karriere var Morten Olsen kendt som en stor forsvarsstyrmand i rollen som libero, der også har en central rolle i det opbyggende spil – en egenskab som Olsen var nationalt såvel som internationalt anerkendt for. I årene før sin tid som libero havde han spillet andre pladser på banen, især højre wing/midtbane og højre back.
Ydermere var han anfører og daværende landstræner Sepp Pionteks forlængede arm på det legendariske danske landshold, der henrykkede fodboldverdenen med teknisk baseret og seværdigt, fremadrettet fodboldspil under VM-slutrunden i 1986 i Mexico.

## Karriere som træner
Olsens karriere som træner tæller følgende job:
- Brøndby IF (1990-1992), mester 1990, mester 1991, UEFA-semifinale 1990/1991 (fyret)
- 1. FC Köln (1993-1995) (fyret)
- Ajax Amsterdam (1997-1998), mester 1998, pokalvinder 1998 (fyret)
- Danmarks A-landshold (2000-2015), VM 2002 i Japan og Sydkorea: ottendedelsfinale, EM 2004 i Portugal: kvartfinale, VM 2010 i Sydafrika: indledende runde, EM 2012 i Polen og Ukraine: Indledende runde

Den 8. november 2010 meddelte Olsen på et pressemøde, at han ville stoppe som landstræner for Danmark efter EM i 2012.  Knap et år senere, efter Danmark havde kvalificeret sig til EM i 2012, blev Olsen dog enig med DBU om at forlænge samarbejdet i yderligere to år frem til efter VM i 2014.  Trods manglende kvalifikation til VM-slutrunden blev kontrakten yderligere forlænget med to år til EM 2016. Morten Olsen stoppede som landstræner, da Danmark ikke kvalificerede sig til EM 2016 efter at have tabt samlet 3-4 til Sverige i playoffkampene.
Morten Olsen har, som en ud af kun fire trænere, formået at kvalificere det danske landshold til en VM-slutrunde. Ingen slutrunde, har dog været med medaljer. I 2010 medvirkede han i samtalebogen 'VM-Bosserne', der (blandt andet) handler om VM-deltagelse, sammen med de to andre, der på daværende tidspunkt havde opnået kvalifikation: Sepp Piontek og Bo Johansson. 
Den 18. oktober 2013 blev Olsen Europas længst siddende landstræner, efter San Marinos Giampaolo Mazza trådte tilbage.

## Privatliv
Olsen er udlært farvehandler i Torvestræde Farvehandel i Næstved. Farvehandlen eksisterer ikke længere.
Olsens tidligere kæreste Marianne Kristine Egeberg, kaldet Kris, forsvandt i sommeren 1978 på færgen mellem Gedser og Travemünde, og hun er officielt aldrig blevet fundet.
Olsen er passivt medlem af Vordingborg IF og B 1901, og han er tidligere konkurrencegymnast.
Olsen er interesseret i fugle.
Olsen lider af høretab og har tidligere fungeret som reklamesøjle for en dansk producent af høreapparater.

## Andre fakta om Morten Olsen
- Han taler fem sprog: dansk, tysk, engelsk, nederlandsk (flamsk) og fransk.
- Han er den fjerdeældste målskytte i Bundesligaen nogensinde — og den ældste målskytte, der ikke er fra Werder Bremen[4].
- Han er den første dansker, der har rundet 100 kampe som både spiller og træner på et landshold i fodbold.

## Hædersbevisninger
- 2010: Ridderkorset af Dannebrogordenen
- 2016: DBUs Hall of Fame

Olsen er æresborger i Vordingborg, hvor vejen til byens stadion er opkaldt efter ham: Morten Olsens Allé.[kilde mangler]